# Last Promise
「Last Promise」（ラスト・プロミス）は、山崎エリイ3枚目のシングル。2019年2月27日にZERO-A / 日本コロムビアから発売された。

## 概要
テレビアニメ『デート・ア・ライブIII』エンディングテーマ。通常盤ジャケットは、同アニメのヒロインである、鳶一折紙の描き下ろしアニメイラスト。表題曲は、はかない中に芯の強さを感じられる歌詞とメロディーが印象的な楽曲。オリコンチャート最高24位。

## 収録内容
| #         | タイトル                             | 作詞      | 作曲      | 編曲      | 時間  |
| --------- | ------------------------------------ | --------- | --------- | --------- | ----- |
| 1.        | 「Last Promise」                     | 大橋莉子  | 大橋莉子  | hisakuni  | 3:52  |
| 2.        | 「Shiny Sunny Sunday」               | 磯谷佳江  | 小野貴光  | 玉木千尋  | 4:28  |
| 3.        | 「Last Promise」(Instrumental)       |           |           |           | 3:52  |
| 4.        | 「Shiny Sunny Sunday」(Instrumental) |           |           |           | 4:26  |
| 合計時間: | 合計時間:                            | 合計時間: | 合計時間: | 合計時間: | 16:38 |

| #         | タイトル                             | 作詞  | 作曲・編曲 | 時間 |
| --------- | ------------------------------------ | ----- | ---------- | ---- |
| 1.        | 「Last Promise」(ミュージックビデオ) |       |            | 3:59 |
| 2.        | 「Last Promise」(MVメイキング映像)   |       |            | 8:08 |
| 合計時間: | 合計時間:                            | 12:07 |            |      |

## 楽曲について
- 「Last Promise」は、ディレクターが「山崎エリイ史上もっとも壮大な曲」と評するように、疾走感がありつつも、はかなさと壮麗な雰囲気がある楽曲。テレビアニメ『デート・ア・ライブIII』エンディングテーマではあるものの、放送前に収録したこともあり、山崎は歌詞の解釈と歌い方に苦戦したとのこと。インタビューでは、「主人公は、誰かにもっと近づきたかったり、気持ちをぶつけたかったりするけれど、それができない状況にいます。そして、平気ぶって強がってはいるけれど、じつはただ仕方なくそれを受け入れていると感じて、その思いを歌に込めました」「サビに向けて感情を盛り上げていくように、気持ちの起伏をつけたら、しっくりときました。ただ、その気持ちを言葉にするのは難しくて……」「これからも歌いながらこの曲と一緒に成長して、いつか本当の"答え"が出せたらいいなと思っている大事な曲です」と語っている[7][8]。TVサイズver.は、アニメのサウンドトラックに収録されている[9]。
- 「Last Promise」のMVでは、マジックアワーの夕日と夜景を背負った海辺と、晴天の森や草原で歌うシーンが混在している[10]。山崎がブログで、「テーマは不安と向き合っていく主人公。後半になるにつれて表情も少しずつ変化していきますので、是非ご覧頂けたら嬉しいです」と語るように、YouTubeで公開されているショートver.と、初回限定盤に収録のフルver.とでは印象が変わるMVとなっている[11]。
- 「Shiny Sunny Sunday」は、「聴いた方が、爽やかな気持ちで日曜日を迎えられたらいいなと思いながら歌わせて頂きました！」とブログにあるように、希望にあふれた歌詞と軽快な音が心地よいシンセポップ[4]。「キラキラしたメロディーのかわいらしい曲で、キャラソンっぽさを意識して歌っています。歌詞には女の子が好きなものがいっぱい登場するので、私も気持ちを盛り上げてキュートに振り切っています」とのこと[7]。